# كلاوديو بييلر
كلاوديو دانييل بييلر (بالإسبانية: Claudio Daniel Bieler) (1 مارس 1984 في الأرجنتين - ) هو لاعب كرة قدم أرجنتيني في مركز الهجوم. لعب مع أتليتيكو رافائيلا وبرشلونة جواياكويل وسبورتينغ كانساس سيتي وكولو-كولو وكيلمس ونادي أتليتيكو بيلغرانو ونادي أتليتيكو كولون ونادي راسينغ ونيولز أولد بويز وسان مارتين دي توكومان ‏ وليجا دي كويتو.

## روابط خارجية
- كلاوديو بيلار على موقع الاتحاد الدولي (مؤرشف)  (الإنجليزية)
- كلاوديو بيلار على موقع الدوري الأمريكي (الإنجليزية)
- كلاوديو بيلار على موقع إي إس بي إن إف سي (الإنجليزية)
- كلاوديو بيلار على موقع قاعدة بيانات كرة القدم.إي يو (الإنجليزية)
- كلاوديو بيلار على موقع Soccerway.com (الإنجليزية)
- كلاوديو بيلار على موقع عالم كرة القدم.نت (الإنجليزية)